# Palette Parade
 Palette Parade（パレットパレード）は、2021年7月に結成された日本の女性アイドルグループである。略称は「パレパレ」。

## 概要
真っ白なキャンバスが所属するAtelier IBASHOのオーディションの合格者6人によって2021年7月に結成されたアイドルグループ。同年9月に下北沢シャングリラで開催のお披露目ライブ『First Parade』でデビューした。

## メンバー
公式サイト上のプロフィールでは年齢非公開となっている。
| 名前       | よみ            | 誕生日   | 加入期 | 出身地 | 備考                                |
| ---------- | --------------- | -------- | ------ | ------ | ----------------------------------- |
| 葵うた     | あおい うた     | 11月8日  | 1期    | 広島県 | 元 サークルクラッシャーの魚田うぉた |
| 比嘉ゆめの | ひが ゆめの     | 9月11日  | 1期    | 栃木県 |                                     |
| 白川千尋   | しらかわ ちひろ | 3月30日  | 1期    | 福岡県 |                                     |
| 中野小陽   | なかの こはる   | 1月8日   | 1期    | 福岡県 |                                     |
| 髙橋來都葉 | たかはし ことは | 11月12日 | 2期    |        | 元きみにYORISOERU                   |
| 山﨑悠楓   | やまさき ゆうか | 5月1日   | 2期    | 静岡県 |                                     |
| 夏目志穂   | なつめ しほ     | 1月10日  | 2期    | 沖縄県 | 元LoveCherishの志田千鶴             |

### 旧メンバー
| 名前       | よみ            | 誕生日   | 加入期 | 出身地 | 備考                                |
| ---------- | --------------- | -------- | ------ | ------ | ----------------------------------- |
| 緋本はぐみ | ひもと はぐみ   | 1月19日  | 1期    | 東京都 | 2023年10月9日卒業。元・禁断の多数決 |
| 森月音羽   | もりづき おとは | 10月12日 | 1期    | 東京都 | 2024年3月2日卒業。                  |

## 略歴

### 2021年
- 5月9日、「真っ白なキャンバス」の新メンバーと新グループのメンバーを募集するオーディションの開催が発表される[3]。
- 7月25日、「真っ白なキャンバス」単独公演『Be the IDOL FINAL』においてオーディション合格者が発表される[4]。
- 8月10日、新グループ「Palette Parade」のデビューが発表される[5]。
- 8月27日、初の楽曲『わたしトレイン』の音源が公開される[6]。
- 8月28日にTSUTAYA O-nestでお披露目初ライブ『First Parade』の開催が予定されていたが、メンバーの新型コロナウイルス感染により延期となる[7]。
- 9月5日、下北沢シャングリラにてお披露目初ライブ『First Parade』開催[8]。
- 9月9日、「First Parade」をデジタル配信リリース[9]。

### 2022年
- 2月26日、TSUTAYA O-nestにて単独公演『パレちゃレ！FINAL』開催[10]。
- 6月26日、Spotify O-WESTにて1stワンマン『私たちがパレットパレードです。』開催[11]。
- 7月19日、1stシングル『PARADE』リリース[12]。
- 8月5日、TOKYO IDOL FESTIVAL 2022に出演[13]。
- 9年3日、渋谷WWWにてデビュー1周年ワンマンライブ「ファンファーレ」開催[14]。

### 2023年
- 8月10日、緋本はぐみが10月中旬頃に卒業することを発表。
- 10月9日、1期生の緋本はぐみが卒業。

### 2024年
- 3月2日、1期生の森月音羽が卒業。
- 6月26日、同月30日をもって現体制を終了し、7月から新体制で活動を開始を発表[15]。
- 7月6日、NATSUZOMEにて高橋來都葉、山﨑悠楓、夏目志穂の2期生3人をお披露目。

## 作品

### シングル
1. PARADE（2022年7月19日、QARF-60108～10、ロックフィールド）

### 配信
- First Parade（2021年9月9日）
  1. 心羽根模様
  2. スプラッシュアンカー
  3. 可愛くなる
  4. わたしトレイン
  5. Life is Dramatic
- フレフレ（2022年6月6日）
- スタートライン（2022年6月7日）
- 明日の私は主人公（2022年6月8日）
- シャイガール（2022年6月9日）
- Bad Genius（2022年12月4日）
- ときしゅわ！（2022年12月23日）
- gemmy day（2023年4月7日）
- Brand New, Brand New Days!!（2023年9月12日）
  1. Brand New, Brand New Days!!
  2. 未来図
  3. UKIYO-YO ONDO
  4. アイビー
- My Way My Beat（2024年5月18日）